# Nactus kamiali
Nactus kamiali — вид геконоподібних ящірок родини геконових (Gekkonidae). Ендемік Папуа Нової Гвінеї. Описаний у 2020 році.

## Поширення і екологія
Nactus kamiali мешкають на південному сході Нової Гвінеї, від Моробе (де вони відомі з района Каміалі) до провінції Оро (де вони відомі зі схилів гори Ламінгтон).